# Arboretum Volčji Potok
Arboretum Volčji Potok, tudi Souvanov park, je načrtno urejen park in nasad lesnatih rastlin (dreves in grmovnic, ki služijo v raziskovalno-prosvetne namene). Nahaja se poleg istoimenskega naselja Volčji Potok, v bližini Radomelj. Osrednji slovenski arboretum je 1952 kot študijsko središče ustanovila agronomska fakulteta v Ljubljani. Arboretum Volčji Potok je kulturno-prosvetna ustanova vsesplošnega pomena. Razteza se na 88 hektarih in obsega pet urejenih jezer ter 30 hektarov gozda, v katerem je zlasti pomembna v  Sloveniji redka združba jelke in trokrpega mahu. 

## Rastline v parku
V Volčjem je  Potoku uspeva približno 2.500 vrst in sort iglavcev in listavcev ter okoli 300 samoniklih zelnatih rastlin. Število različnih trajnic in enoletnic se iz leta v leto spreminja. Drevesa in grmi pripadajo tako osnovnim botaničnim vrstam iz Evrope, Severne Amerike in Azije kot kultivarjem, ki so bili vzgojeni v okrasne namene. Najbogatejše so zbirke vrst javorjev, lip, brez in bukev. Med javorji je posebno veliko kultivarjev pahljačastega javorja (Acer palmatum). Pozornost zaslužijo tudi luskasti iglavci, ki jih je največ okoli rozarija. Obiskovalci najbolj občudujejo sleče (rododendrone) in vrtnice. Strokovnjaki hvalijo še zbirko zimzelenih listavcev.
Bogata je tudi zbirka bukev, brez, hrastov, lip, javorov, japonskih češenj, magnolij, borov, jelk, cipres, smrek, tis, tuj, in rododendronov. Skupno je v parku preko 4500 domačih in tujih rastlinskih vrst dreves, grmovnic in drugih rastlin.

## Zgodovina parka
V Slavi vojvodine Kranjske Janez Vajkard Valvasor navaja, da je ob koncu 16. stoletja imela Volčji Potok v posesti rodbina Bonhomo. Po Valvasorjevi dobi so bili lastniki Volčjega Potoka dr. Janez Burger in njegova hči Pavlina, nato pa rodbina Gozani. Leta 1882 je posestvo Volčji Potok od vdove Fredinanda Gozanija kupil ljubljanski veletrgovec Ferdinand Souvan. Ta je 1885 preuredil dvorec, nekatere pred dvorcem ležeče njive in travnike pa zasadil z drevjem in napravil park, ki gaje obdal z zidom. Po njem je posestvo podedoval sin Leon, ki je okoli graščine zasnoval kar dvanajst hektarov parka z ribniki in nasadi eksotičnih dreves. Ob prelomu stoletja so tu delovali tudi nekateri slovenski impresionisti, na primer Matija Jama. Graščina in park sta ostala v lasti družine Souvan vse do 2. svetovne vojne, ko je moral Leon Souvan pred Nemci pobegniti v Ljubljano. 13. aprila 1944 so Graščino, ki je na tem mestu stala vsaj 300 let, zasedli, izropali in požgali slovenski partizani pod srbskim poveljstvom. Leon Souvan je kot zadnji zasebni lastnik posestva umrl kmalu po vojni, leta 1949. Takoj po njegovi smrti so komunistične oblasti nacionalizirale celoten kompleks in ga leta 1952 dodelile v upravljanje Agronomski in gozdarski fakulteti v Ljubljani, ki ga je preoblikovala v javnosti odprti arboretum. Leta 1965 se je sodelovanje z Agronomsko fakulteto končalo in med letoma 1965 in 1999 je arboretum deloval kot finančno samostojen subjekt. Od leta 1999 dalje je kot kulturna in naravna dediščina nacionalnega pomena v upravljanju slovenske države. Leta 2023 je bil na vrhu vzpetine v parku odprt razgledni stolp.

## Druge dejavnosti
- Vsakoletne spomladanske in jesenske razstave cvetja
- Kulturne prireditve na prostem
- Stalna razstava akademskega kiparja Janeza Boljke